# Доркин, Василий Григорьевич
Василий Григорьевич Доркин (14 августа 1908, д. Канаевка Пензенской губернии (ныне Городищенский район Пензенской области), Российская империя — 8 ноября 1983) — советский государственный деятель, председатель Гродненского областного промышленного исполнительного комитета (1963—1964), ректор Брестского педагогического института имени А. С. Пушкина. Кандидат исторических наук. Член ВКП(б).

## Биография
В 30-е годы избирался секретарем партийных организаций фабрики «Красный Октябрь», Чаадаевского совхоза, был директором средней школы и учителем истории.
Во времена Великой Отечественной войны — на партийной работе в Пензенской области.
В 1944—1946 годах после освобождения Белоруссии в должности 3-го секретаря Барановичского областного комитета КП(б) Беларуси, после два года находился в резерве ЦК КП(б)Б.
С 1947 года в Брестском городском комитете КП(б)Б на посту второго секретаря, с 1950 года — первый секретарь.
С начала 1951 года был на посту первого секретаря Молодечненского обкома КП(б)Б, с апреля 1954 года — председатель Молодечненского облисполкома.
С 1956 по январь 1963 года — инспектор ЦК КПБ.
С января 1963 по декабрь 1964 года — председатель Гродненского облисполкома.
В 1964 году приказом министра высшего, среднего специального и профессионального образования БССР Михаила Дорошевича назначен ректором Брестского государственного педагогического института имени А. С. Пушкина.
Кандидат в члены ЦК КПБ, неоднократно избирался депутатом Верховного Совета БССР.